# Klejnot herbowy

Klejnot w formie strusich piór w herbie Ostoja

Ostoja w średniowieczu

Klejnot, cymer (łac. clenodium, staropol. z niem. (Helm-)Kleinod) – zwieńczenie hełmu łączące się z nim za pośrednictwem korony rangowej lub przepaski, z której rozwijały się labry.
Do XIX wieku słowem klejnotny określano osobę mającą prawo do herbu, a klejnocić się – pieczętować herbem. Słowem klejnot określano niekiedy (np. w sienkiewiczowskiej Trylogii) także cały herb. Niepoprawne nazywanie klejnotem całego herbu spotyka się dziś, także w innych językach np. w angielskim crest potocznie bywa używane jako synonim herbu. W dawnej literaturze nazywa się niekiedy klejnot cymerem (z niem Zimir, Helmzimir). Później mianem klejnotu herbowego zaczęto określać wyłącznie figurę na hełmie heraldycznym.
Klejnot jest heraldycznym ujęciem ozdób, jakie umieszczano w średniowieczu na zamkniętych hełmach rycerskich: rogów, skrzydeł, piór pawich i strusich itd. Heraldyczną formę klejnotu ozdoby owe przyjęły w początkach XIII wieku początkowo w heraldyce angielskiej, następnie niemieckiej, później kolejnych krajów. Słowo „klejnot” wywodzi się greckich słów „kleinos” (κλεινός) 'sławny' i „ode” (ᾠδή) 'pieśń', w staropolszczyźnie było używane przede wszystkim w kontekście heraldycznym, chociaż już w Biblii Królowej Zofii zostało użyte na określenie drogocennych przedmiotów. „Klejnot” bywa też wywodzony ze starogórnoniemieckiego „chleinodi – mały, zgrabny”. Początkowo klejnot był często mniej lub bardziej dokładnym powtórzeniem godła heraldycznego, z czasem – w miarę powstawania nowych herbów – stał się niezależnym wyobrażeniem. Najczęściej spotykane klejnoty to rogi (turze lub bycze), skrzydła (orle), pióra, nakrycia głowy (czapki książęce, infuły), chorągwie oraz postacie ludzi i zwierząt. Figury ludzi i zwierząt wystąpić mogą w całej postaci, półpostaci bądź jako element ciała.
Klejnoty heraldyczne – również i te występujące w heraldyce polskiej – podzielić można na cztery kategorie:
- Klejnot tautologiczny – klejnot jest tożsamy z godłem heraldycznym i umieszczony na hełmie za pośrednictwem korony rangowej, przepaski lub czasem bezpośrednio. Ta pierwotna forma klejnotu z czasem ulegała wzbogaceniu lub przekształceniu: klejnot umieszczano między orlimi skrzydłami, bawolimi rogami i innymi tego typu motywami. Godło z tarczy użyte w klejnocie nie może być „wolno zawieszone”, dlatego bywa umocowane nie na hełmie lecz na pęku piór.
- Klejnot – dawne godło – heraldyka była częścią życia codziennego rycerstwa i szlachty, a więc zmieniała się wraz z nim, ulegała wpływom nowych idei i prądów kulturowych. Najbardziej podatne na zmiany były cechy formalne herbu, aczkolwiek podlegać mogły im również istotne elementy herbu, np. godła. Ślady tych przemian obserwować możemy w niektórych klejnotach: klejnot całkowicie odmienny od godła jest w wielu przypadkach starym godłem, zastąpionym w tarczy przez nowy znak. Zmiana ta była najczęściej uszlachetnieniem herbu, nowe godło nadawano za zasługi bardziej chwalebne i wyżej oceniane niż dokonania będące przyczyną nadania godła pierwotnego.
- Klejnot uzupełniający – klejnot odmienny od godła heraldycznego, lecz związany z kontekstem fabularnym herbu: legendą heraldyczną lub rodową, zawołaniem. Był on plastyczną realizacją wątków legendy lub wyjaśnieniem znaczenia zawołania.
- Klejnot ozdobny – nie zawiera elementów symbolicznych, ograniczony jest do pęku piór strusich lub pawich. Tworzy go 3–5 piór o barwie białej lub w barwach herbowych.

Ten ostatni typ klejnotu stał się szczególnie popularny w polskiej heraldyce wskutek oszczędności czy lenistwa drukarzy pierwszych wydań herbarzy Bartosza Paprockiego (Maciej Garwolczyk) i Kacpra Niesieckiego. Dla ułatwienia sobie pracy i obniżenia kosztów druku stosowali te same klocki drzeworytnicze z wyobrażeniami uniwersalnych klejnotów do różnych herbów. Najczęściej były to właśnie owe ptasie pióra. Powielenie tego błędu w owych najpopularniejszych polskich herbarzach przyczyniło się do zapomnienia dawnych oryginalnych cymerów. Prace nad odtworzeniem ich pierwotnego wyglądu podjął polski heraldyk Adam Heymowski. Odtworzone przez niego oryginalne klejnoty polskich herbów zaskakują bogactwem form i fantazją.
Sporadycznie w czasach heraldyki żywej stosowano np. na pieczęciach czy detalach architektonicznych sam wizerunek hełmu z klejnotem, pomijając tarczę. Stało się to natomiast regułą w heraldyce brytyjskiej gdzie przyjęło się stosowanie samego klejnotu jako skróconej wersji herbu. Same klejnoty, zwykle otoczone pasem rycerskim z zawołaniem stanowią często godła klanów szkockich. W heraldyce francuskiej, hiszpańskiej i włoskiej, przeciwnie, klejnoty bywają dość często wręcz pomijane i stosuje się zwieńczenie herbu bądź samą koroną rangową bądź hełmem bez klejnotu.